# 灰鰭棘鯛
灰鰭棘鯛（学名：Acanthopagrus berda），又稱灰鰭鯛，俗名乌翅、黑牛(台灣)、牛屎鱲(港澳)，是輻鰭魚綱鱸形目鯛科棘鲷属的的其中一種鱼类。

## 分布
本魚分布於红海、印度洋非洲东岸、印度西太平洋區，包括塞席爾群島、馬爾地夫、紅海、波斯灣、斯里蘭卡、印度、安達曼海、泰國、緬甸、馬來西亞、菲律賓、印尼，东至澳大利亚，北至日本、韓國，以及中國沿海、南海、台湾海峡等海域。该物种的模式产地在阿拉伯。

## 深度
水深3至50公尺。属于沿岸底层鱼类。其主要生活于岩礁乱石或沙泥底质的海区以及有时也进入咸淡水河口或河流中。

## 特徵
本魚外觀輪廓和黃鰭棘鯛類似，但可從其較高的魚體及暗灰色的腹鰭及臀鰭加以區分。背鰭硬棘11至12枚，軟條10至13枚；臀鰭硬棘3枚，軟條8至9枚。體長可達90公分。

## 生態
本魚喜歡棲息在沙泥底質海域，有時會溯流入河口內灣。性敏感多疑，警戒性高。雜食性，以軟體動物、甲殼類、貝類為食。

## 經濟利用
高級的食用魚，可用燒烤或煮湯或紅燒食用。是重要的養殖魚類，具高經濟價值。